# Scandiumdiiodid
Scandiumdiiodid (auch Scandium(II)-iodid) ist eine chemische Verbindung des Scandiums aus der Gruppe der Iodide mit der Summenformel ScI2.

## Eigenschaften
Scandiumdiiodid ist metallisch blauschwarz, kristallisiert im CdI2-Strukturtyp und besitzt einen Schmelzpunkt bei 892 °C. Die Verbindung ist elektrisch leitfähig, was im Hinblick auf die Festkörperstruktur mit der Strukturformel Sc3+(I−)2e− beschrieben werden kann.
Untersuchungen über das Scandium-Iod-System ergaben, dass die bei der Synthese erhaltene ScI2,17±0,01-Spezies bei 892 °C inkongruent schmilzt, und dabei Scandium und eine Flüssigkeit der Zusammensetzung Scl2,26 ergibt.

## Verwandte Phasen
Bei der Darstellung durch Tempern von Scandium und ScI3 im Vakuum kristallisiert eine iodreiche ScxI2-Phase.
Die dem ScI2 nächstgelegene iodreiche bzw. scandiumarme Phase im Sc-ScI3-System ist Sc0,9I2. Die Phase kristallisiert im CdI2-Strukturtyp und wird mit der Summenformel Sc3+I−2e− als metallisch beschrieben. Die Scandiumatome sind dabei sechsfach koordiniert. Die scandiumarme Phase zeigt ein anomales magnetisches Verhalten, vergleichbar mit CeAs.